# 根岸弥生
根岸 弥生（ねぎし やよい、1984年4月11日 - ）は、日本の女性ピアニスト。

## 経歴
1984年生まれ。7歳より柴野さつきのもとでピアノを始める。2000年、白鷗大学足利中学校卒業後に渡欧。同年より飛び級でウィーン国立音楽大学ピアノコンサート科にて、P.エフラーのもとで研鑽を積む。2003年、ウィーン国立音楽大学と並行して通っていた、Wiener Landstraser Gymnasium高校を卒業し、MATURAを取得。同年10月よりウィーン国立音楽大学と並行し、ウィーン国立大学・獣医学部にて研鑽を積む。2006年、最短卒業し、獣医師救命救急国家資格・獣医師国家資格Doctor Magisterを取得。これまでに、柴野さつき、イョルク・デームス、平賀寿子、ペーター・エフラー、ラザール・ベルマン、アンドラーシュ・シフ、アンナ・カントールらに師事。

## 活動
2001年、第33回エレーナ・ロンブロ・シュテファノウピアノコンクール優勝。
2005年、第12回ベートーヴェン国際ピアノコンクール・セミファイナリスト、ディプロム取得に加え、モーリー・ヨー・マーテ賞、最年少賞受賞。ウィーン・Mendelsshon Saalに於いて、All Beethoven Program収録、フランスにてリリース。
ローマ・ヴァチカン市国にて前ローマ教皇ベネディクト16世の晩餐会にて演奏。平成16年度上毛芸術文化賞音楽部門奨励賞受賞。
ラザール・ベルマンとピアノ・デュオ共演。ソリストとして新日本フィルハーモニー、ロイヤルフィルハーモニー、ブカレストフィルハーモニー、と共演。また、指揮者仲間のレコーディングにてウィーンフィルハーモニーと共演。
2007年より劇団東演の、ピアノソナタ－月光－による朗読劇「月光の夏」の公演に参加。
2008年、All Beethoven Program収録、2ndアルバム「弥生」をリリース。また、同年よりピアニスト猿田泰寛と2台ピアノデュオ活動を開始。日本各地でのコンサートを展開する。これに伴い、2009年には2台ピアノによるCD「globaRhythm」をリリース。
2009年、2011年、2013年、全国音楽教育推進協議会 前期「音楽科特別講座」の講師を務める。
2010年、新ユニット「L'ail Kreis（ライル・クライス）」として本格的な活動を開始。同年6月、ユニバーサル・ミュージックよりデビューCD「L'ail Kreis」（レコード芸術誌準特選版）でメジャーデビュー。2011年にはNHK特集番組のテーマ曲を担当する。
2010 - 2011年、L'ail Kreisとして、オーストラリアにおける総合文化フェスティバル「ヌーサ・ロング・ウィークエンド」国際芸術祭に2年連続で招かれる。
2010 - 2011年、坂本冬美・松本伊代・早見優・西田敏行などが出演するLIVE FOR LIFE「音楽彩」〜本田美奈子 メモリアル〜に出演。
2016 - 2018年 世界遺産 日光東照宮客殿にて記念式典での演奏に招かれる。
2018年にグランドオープンした邑楽町中央公民館「邑の森ホール」のフルコンサート、ピアノ・スタインウェイ D-274を選定。同年12月に同ホールにてコンサートを公演。
2020 - 2021年　ベートーヴェン生誕250年☆2020プロジェクト〜根岸弥生の「ベートーヴェン・魂紀行」〜として、リスト編曲による交響曲全9曲を含むベートーヴェンのピアノソロ全107曲演奏会を公演。
2021年、「ぐんまの群像」「館林市史編」に選出される。

## 人物
これまでに柴野さつき、平賀寿子、ヴィクトア・トイフルマイヤー、ミヒャエル・クリスト、ワレリー・カステルスキー、ノエル・フローレス、ウラジミール・トロップ、パウル・グルダ、ラザール・ベルマンに師事。その後、ピアノをペーター・エフラー、イェルク・デームス、アンドラーシュ・シフ、アンナ・カントールのもと、室内楽をアボ・クムンジャンのもとで研鑽を積む。
海外ソロコンサートでは、これまでに14カ国、約1万5千人の聴衆を動員する。
クラシック以外にも演歌歌手北川大介との共演、習字や絵画とのコラボ、日本バーメンズ協会主催のカクテルコンペへのゲスト出演などでも活動している。
ペンチプレス選手としても大会出場しているアスリートピアニスト。

## ディスコグラフィ
- 1st アルバム 「ALL BEETHOVEN PROGRAM」
- 2nd アルバム 「弥生」2008年1月19日 根岸弥生セルフディレクション（一音入魂音楽館プロデュース）
- 3rd アルバム 根岸弥生＆猿田泰寛 2台ピアノデュオCD「globaRhythm」
- 4th アルバム「L'ail Kreis」